# Лівшиць Яків Абрамович
Лівшиць (Ліфшиць) Яків Абрамович (3 січня 1896, Мозир, Білорусь — 1 лютого 1937) — один з керівників радянських органів державної безпеки, член ВУЦВК, начальник залізниць, заступник наркома НКШС.
Народився у родині вчителя-міщанина, єврей. Самоук. Працював токарем на заводах Одеси, Києва, Вітебська, Мозиря, Гомеля, Смоленська. 1913—14 — член Партії соціалістів-революціонерів. Від березня 1917 — член Російської соціал-демократичної робітничої партії. 1918 направлений з РСФРР до Києва на підпільну роботу. Від лютого 1919 — комендант Подола (Київ); співробітник, зав. розвідкою, зав. інспекторського відділу з особливих справ, зав. секретно-оперативного відділу Київ. губернської ЧК; з вересня 1919 — зав. інструкторського відділу і заст. голови Черніг. губернської ЧК; заст. голови і зав. секретно-оперативного відділу Волин., згодом — Київ. губернських ЧК; голова Донец. губернської ЧК; з лютого 1920 — заст. голови, з квітня 1920 — голова Харків. губернської ЧК; з червня 1920 — нач. оперативного штабу Центр. управління ЧК при РНК УСРР; з серпня 1920 — голова Черніг. губернської ЧК.
У листопаді 1920 відряджений у розпорядження ЦК КП(б)У; згодом — голова Надзвичайної розвантажувальної комісії Харків. вузла. Від березня 1921 — голова Київ. губернської ЧК (з квітня 1922 — Київ. губернський відділ Державного політичного управління УСРР). Від жовтня 1922 працював у апараті ЦК КП(б)У. Від вересня 1923 — нач. секретно-оперативної частини і член колегії ДПУ УСРР, з жовтня 1923 — заст. голови ДПУ УСРР. 1923—28 — учасник троцькістської опозиції. У лютому 1924 відряджений у розпорядження ОДПУ СРСР. Від 1924 — заступник керуючого трестом «Донвугілля», заступник начальника, начальник будівництва Харківського тракторного заводу (1931), начальник Південних залізниць (Харків, 1931—1933 рр.), начальник Північно-Кавказької залізниці (Ростов-на-Дону; нині місто в РФ), нач. Московсько-Курської залізниці. У січні 1928 виключений із ВКП(б), у лютому 1929 — відновлений.
В 1935—1936 — заступник наркома шляхів сполучення СРСР.
Нагороджений орденом Червоного Прапора (1921), орденом Леніна (1932).
16 листопада 1936, після початку кампанії тотальних репресій в СРСР, заарештований, 30 січня 1937 засуджений Військовою колегією Верховного Суду СРСР до смерті. Страчений в Москві.
Реабілітований у 1988 році.